# O doble monocular
La O doble monocular (Ꙭ, ꙭ) es una variante exótica de la letra cirílica O. Este glifo puede encontrarse en algunos manuscritos como formas plurales de la palabra "ojo", como, por ejemplo, «ꙭчи», que viene a significar "dos ojos".
Se incorporó a Unicode como el carácter U+A66C en mayúscula y como el carácter U+A66D en minúscula.